# LAZY V
『LAZY V』（レイジー・ファイブ）は、1980年4月5日に発売されたレイジーのアルバム。

## 解説
タイトルの通り、通算5枚目のオリジナルアルバム。
メンバーの作家性を強く打ち出した前作『Rock Diamond』から一転して、メンバー自身が作曲した曲は1曲も収録されていない。ロック色の強い楽曲が多いが、スタジオ・アルバムでは初めて洋楽のカバーも収録されている。こうした本アルバムの内容について、影山ヒロノブは「売る側の迷いを感じられる」という意見を肯定する発言をしている。
LPにはピンナップが封入されていた。これはCDではPaper Sleeve Collectionでのみ再現されている。

## 収録曲
1. Midnight Boxer
作詞：小林和子／作曲：浜田金吾／編曲：馬飼野康二
2. Funny Show
作詞：兵藤穂積／作曲：加瀬邦彦／編曲：渡辺茂樹
3. ワイルド・フラワー
訳詞：山本伊織／作曲：Doug Edwards／編曲：レイジー
4. Free
作詞：三浦徳子／作曲：近田春夫／編曲：井上鑑
5. ハート・ビート
作詞：小林和子／作曲：B.Montgomery / N.Petty／編曲：レイジー

- SIDE B

1. Goin' Back To China
作詞：岡田冨美子／作曲：P.Koopman／編曲：レイジー
2. ベイビー・アイ・メイク・ア・モーション
作詞：岩沢律／作曲：加瀬邦彦／編曲：渡辺茂樹
3. 哀しみのLonely Town
作詞：兵藤穂積／作曲：橘洋介／編曲：井上鑑
4. 哀愁R&R
作詞：小林和子／作曲・編曲：馬飼野康二
5. Bye Bye Baby
作詞：小林和子／作曲：浜田金吾／編曲：井上鑑

- 以降は、Paper Sleeve Collectionにのみ収録されたボーナストラック。

1. 悲しみをぶっとばせ
作詞：森雪之丞／作曲：浜田金吾／編曲：佐藤準
2. ゴールデン・ゲート
作詞：小林和子／作曲：浜田金吾／編曲：井上鑑

## 曲解説
1. Midnight Boxer
9作目のシングル。
2. Funny Show
3. ワイルド・フラワー
スカイラークの曲の日本語カバー。影山ヒロノブは、後にソロアルバム『I'm in you.』でもカバーしている。
4. Free
5. ハート・ビート
バディ・ホリーの曲の日本語カバー。影山はPaper Sleeve Collectionのライナーノーツで「ザ・ナックの曲」と語っているが、これはカバー版のことである。
6. Goin' Back To China
ディーゼルの曲の日本語カバー。同時期に鹿取洋子もカバーしているが、そちらとは歌詞が異なる。
7. ベイビー・アイ・メイク・ア・モーション
8作目のシングル。
8. 哀しみのLonely Town
9. 哀愁R&R
10. Bye Bye Baby
「Midnight Boxer」のB面。
11. 悲しみをぶっとばせ
10作目のシングル。
12. ゴールデン・ゲート
「悲しみをぶっとばせ」のB面。